# سازمان پایایی
سازمان پایایی به گروهی سازمان‌یافته از افراد که با هدف ارتقای پایداری فعالیت می‌کنند و/یا آن دسته از اقداماتی که به‌منظور ساماندهی چیزی به‌صورت پایا انجام می‌شوند، تعریف می‌شود. برخلاف بسیاری از سازمان‌های تجاری، سازمان‌های پایداری محدود به اجرای راهبردهای پایایی نیستند که مستقیماً از طریق مسوولیت‌پذیری زیست‌محیطی، برای آنها امتیازات اقتصادی و فرهنگی به ارمغان آورد؛ برای سازمان‌های پایایی، خودِ پایایی می‌تواند بدون هیچ توجیه اضافی دیگری هدف نهایی باشد.
از طریق «اجرای استراتژی‌های پایداری، شرکت‌ها می‌توانند سودآوری در بازه بلندمدت را با تلاش‌های خود برای حفاظت از بوم‌سازگان ادغام کرده و از طریق مسئولیت‌پذیری زیست‌محیطی، فرصت‌های دستیابی به مزایای رقابتی سنتی، رهبری هزینه و تمایز کالا را فراهم کنند.»

## تعریف
در اصطلاحات زیست‌محیطی، یک سیستم پایا را می‌توان به‌طور کلی به عنوان «یک سامانه زنده که به گونه‌ای عمل می‌کند که منابع را سریع‌تر از سرعت تجدید طبیعی آنها مصرف نمی‌کند.» تعریف کرد. یک سامانه اقتصادی پایا به گونه‌ای عمل می‌کند که هزینه‌ها یا برابر یا کمتر از درآمد باشند. سامانه‌های اجتماعی پایا بر این اصل استوارند که همه اعضا مشارکت داشته و بدین ترتیب، در ترکیب و شکل‌دهی به محصول نهایی سهیم باشند.

### پایایی شرکتی
پایایی شرکتی به «فعالیت‌های داوطلبانه یک شرکت که نشان‌دهندهٔ دربرداشتن دغدغه‌های اجتماعی و زیست‌محیطی در عملیات تجاری و در تعامل با ذی‌نفعان است» اشاره دارد. هر سازمان باید اهداف و رویکردهای خاص خود را در رابطه با پایداری سازمانی انتخاب کند، آنها را با اهداف و نیات سازمان مطابقت داده و با استراتژی سازمان هماهنگ کند، به عنوان پاسخی مناسب به شرایطی که در آن فعالیت می‌کند.

## فهرست سازمان‌های پایایی بر اساس موضوع

### کسب و کار
سازمان‌های تجاری پایا در شیوه‌های سازگار با محیط زیست یا سبز مشارکت می‌کنند تا اطمینان حاصل کنند که تمام فرایندها، محصولات و فعالیت‌های تولیدی، در عین حفظ سود، به اندازه کافی به نگرانی‌های زیست‌محیطی فعلی می‌پردازند. این کسب و کار، «نیازهای جهان کنونی را بدون به خطر انداختن توانایی نسل‌های آینده در تأمین نیازهای خود برآورده می‌کند.»

### اقتصاد
علیرغم این واقعیت که برخی مکان‌ها ممکن است از نظر اقتصادی مشابه باشند، ویژگی‌های یک مدل کسب‌وکار پایا از جامعه‌ای به جامعه دیگر متفاوت است. بسیاری از سازمان‌ها با هدف کمک به جوامع در توسعه فرصت‌های اقتصادی برای همه شهروندان فعالیت می‌کنند. برخی برنامه‌ها وجود دارند که «به افراد در یافتن شغل کمک می‌کنند، شغل ایجاد می‌کنند و به افراد کمک می‌کنند تا از نظر اقتصادی خودکفا شوند.»

### قانون و سیاست
«مقررات، مشوق‌ها و سیاست‌های مؤثر بر کشاورزی پایا، ریشه در قوانین و مقررات زیست‌محیطی در سطح بین‌المللی، فدرال، ایالتی و محلی دارند.»

### غیرانتفاعی
سازمان‌های غیرانتفاعی «از طریق خلق ارزش اجتماعی خود، نقشی در جامعه ایفا می‌کنند.» بسیاری از سازمان‌های غیرانتفاعی، تمرکز بر پایایی سازمانی را در سطوح مدیریتی راهبردی و عملیاتی اتخاذ کرده‌اند. سازمان‌های غیرانتفاعی فعلی، ملزم به اتخاذ استراتژی‌هایی با هدف ایجاد سازمان‌های پایا و بادوام شده‌اند تا بتوانند به مأموریت اجتماعی خود ادامه دهند.

### نگرانی جمعیت
سازمان‌های مرتبط با جمعیت، با تشویق و ترویج سیاست‌ها و رویه‌های اخلاقی که منجر به کاهش سطح جمعیت می‌شود، در پی کاهش ردپای بوم‌شناختی گونهٔ انسان هستند.

### آموزش و پرورش و مدارس
این دسته، سازمان‌هایی هستند که منابع، محصولات و خدمات آموزشی جهانی ارائه می‌دهند. بسیاری از سازمان‌های آموزشی، منابعی برای توسعه برنامه‌های پایداری ارائه داده یا برنامه‌های آموزشی جهانی خود را در حوزه پایایی زیست‌محیطی عرضه می‌کنند.

### شبکه‌سازی
بسیاری از سازمان‌ها، بستری برای گسترش و پرورش شبکه‌های اجتماعی فراهم می‌کنند تا بتوانند مفیدترین بازخوردها را برای اهداف مختلف در میان ذینفعان پایایی به دست آورند. به عبارت دیگر، «بسیاری از سازمان‌های شبکه‌سازی پایایی، با ارائه درک مشترک و علمی از پایایی به تصمیم‌گیرندگان و ایجاد چارچوبی واحد برای توسعه یک جامعه پایا، عامل تسریع‌کننده‌ای در ایجاد تغییرات سامان‌یافته هستند.»

## ارجاعات
1. ↑  Stead, W.E. & J.G. Stead (1995) "An Empirical Investigation of Sustainability Strategy Implementation in Industrial Organizations." Research in Corporate Social Performance and Policy, Supplement 1, pp. 43–66
2. ↑  "Green Building Pages". www.greenbuildingpages.com. Archived from the original on 2019-08-03. Retrieved 2010-11-19.
3. ↑  ”United Nations General Assembly (1987) Report of the World Commission on Environment and Development: Our Common Future. Transmitted to the General Assembly as an Annex to document A/42/427 – Development and International Co-operation: Environment. Retrieved on: 2009-02-15.
4. ↑  Anderson, D. R. (2006). "The critical importance of sustainability risk management." Risk Management. Vol. 53, no. 4.
5. ↑  ""Economic Sustainability,"" (PDF). wndw.net. Retrieved 18 November 2010.
6. ↑  "Alternative Farming Systems Information Center". U.S. Department of Agriculture. April 13, 2018.
7. ↑  Weerawardena, J. , McDonald, R.E. , Sullivan Mort, G. 2010. “Sustainability of Nonprofit Organizations: An Empirical Investigation. ” Journal of World Business Vol. 45: 346–356.
8. ↑  ""Social Networking,"". www.sustainablecolorado.org. Retrieved 18 November 2010.
9. ↑  "Squarespace – Claim This Domain". www.naturalstepusa.org. Archived from the original on 2010-11-25. Retrieved 2010-11-19.